# Елина Дуни
Елина Дуни (на албански: Elina Duni) е швейцарско-албанска джаз певица и композиторка.

## Биография
Родена е в Тирана. Баща ѝ е театрален актьор и режисьор, а майка ѝ като баща си е писателка.
От 6-годишна възраст Елина започва да изучава цигулка. Участва в детски фестивали. Пее за Албанското национално радио и телевизия. През 1991 г. родителите ѝ се развеждат и с майка си заминава за Швейцария, където изучава пиано в музикалната школа на Женевската консерватория.
От 2000 до 2004 г. извършва концертираща дейност в Албания и Швейцария. През този период пее и композира. Участва в джаз концерти и играе в пиеси. Основава групата „Extrangers in the Noise“.
От 2004 до 2008 г. учи пеене и композиция в департамента по джаз музика на Университета за изкуства в Берн. Основава групата „Elina Duni Quartet“. От 2004 година основен неин вдъхновител стават фолклорните песни от родната ѝ Албания. Нейният квартет започва да представя музика, която представлява смесица между балканска фолклорна музика и джаз. Впоследствие групата подписва договор с известния издател на джазова музика ECM.
Издава солови и групови албуми. Участва самостоятелно в концерти или с „Elina Duni Quartet“ из Европа.
Носителка е на музикални награди. Получава в Тирана специалната награда на журито за албума „Lakuriq“ на косовската група „Retrovizorja“ през 2005 г. Печели наградата „Friedl Wald“ през 2007 г.

## Дискография

### Самостоятелни
- 2008 – „Lume Lume“ (де факто, „Elina Duni Quartet“)
- 2010 – „Baresha“ (де факто, „Elina Duni Quartet“)
- 2014 – „Muza e zezë“

### С „Retrovizorja“
- 2004 – „Lakuriq“
- 2010 – „I Kaltër“

### С „Elina Duni Quartet“
- 2012 – „Matanë Malit“ („Отвъд планината“)